# Алидози, Липпо II
Липпо II Алидози (Lippo II Alidosi) (ум. 1350) — подеста Болоньи в 1334—1335, сеньор Имолы с 1334.
Сын Алидозио Алидози - капитана народа во Флоренции в 1290-1293, племянник Липпо I Алидози, фактического правителя Имолы в 1278-1288.
В 1334 году жители Болоньи восстали против папского легата кардинала Бертрана дю Пуже, изгнали его из города (28 марта) и провозгласили создание коммуны. Своим подеста они избрали Липпо II Алидози, который исполнял эти обязанности в течение нескольких месяцев.
В том же 1334 году избран капитаном народа в Имоле и получил от Бенедикта XII титул папского викария, позднее подтверждённый Клементом VI.
С 1340 года участвовал в лиге, направленной против Висконти.
Первая жена — Фиординана деле Каминате, вторая жена — Чьянгелла дела Тоза. Дети:
- Рикардо
- Роберто (ум. 1363), сеньор Имолы
- Карло (ум. 1354), епископ Имолы
- Бартоломеа, жена Пандольфо да Полента, сеньора Червии